# Bernareggio
Bernareggio (lombardul: Bernaregg) település Olaszországban, Lombardia régióban, Monza e Brianza megyében. Lakosainak száma 11 433 fő (2023. január 1.). Bernareggio Aicurzio, Carnate, Ronco Briantino, Sulbiate, Verderio és Vimercate községekkel határos.

## Népesség
A település népességének változása:
| Lakosok száma | 10 846 | 11 050 | 11 074 | 11 433 |
|               | 2013   | 2017   | 2018   | 2023   |